# Aranyaprathet

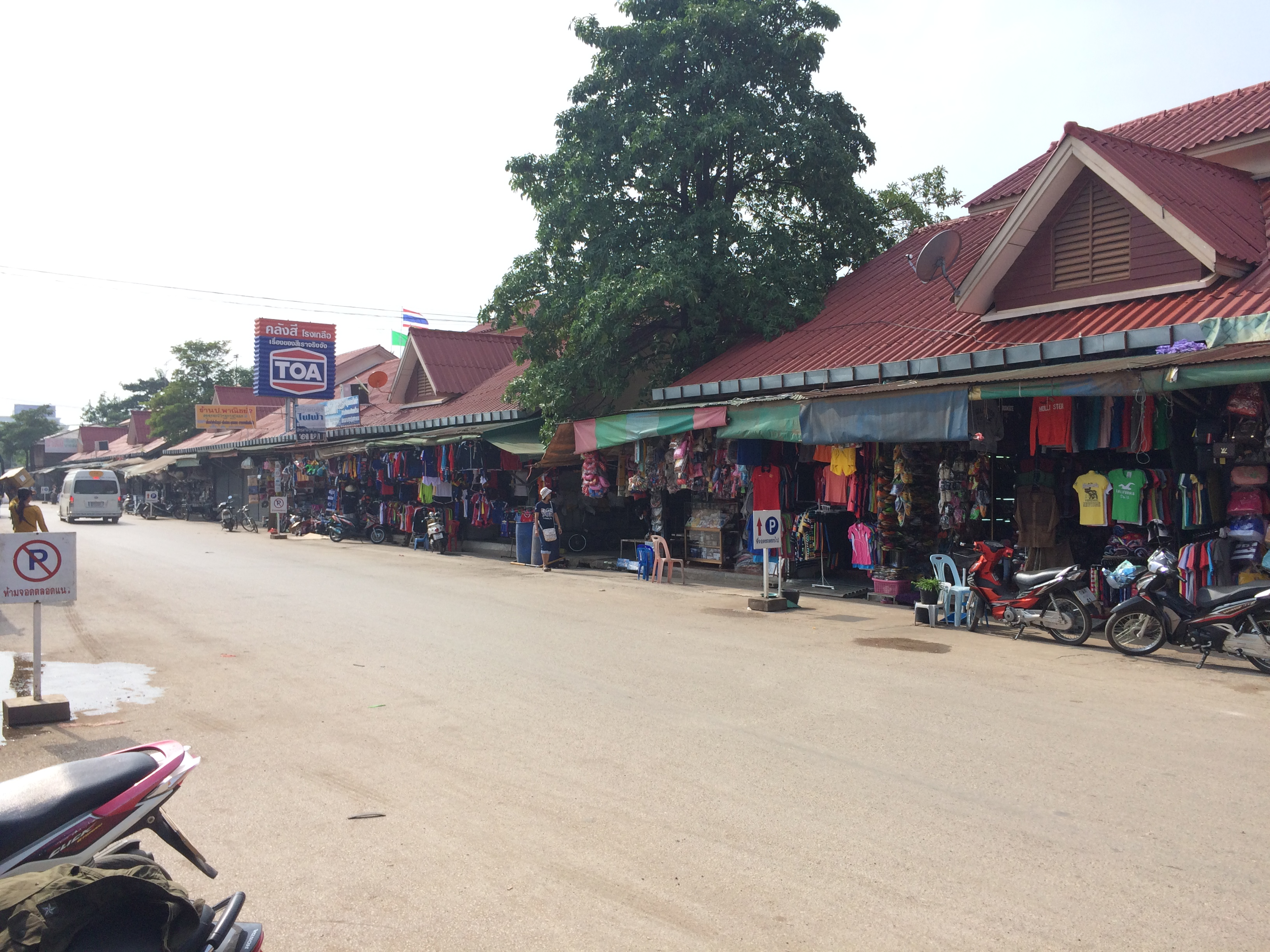

Aranyaprathet est une ville de Thaïlande située dans la province de Sa Kaeo, dans le district de Aranyprathet. En 2018 sa population était de 17 355 habitants. Il s'agit de la ville frontière avec Poipet au Cambodge.